# Elaeocarpus kusaiensis
Elaeocarpus kusaiensis är en tvåhjärtbladig växtart som beskrevs av Kanehira. Elaeocarpus kusaiensis ingår i släktet Elaeocarpus och familjen Elaeocarpaceae. Inga underarter finns listade i Catalogue of Life.